# Platanista minor
Platanista minor är en val som beskrevs av Richard Owen 1853. Platanista minor ingår i släktet gangesdelfiner och familjen Platanistidae. Det är inte helt utrett om den ska listas som art, som i Mammal Species of the World, eller som underart till gangesdelfin, som av IUCN.

## Utseende
Djuret når en absolut längd av 2 till 2,5 meter och en vikt av cirka 84 kg. Det har i princip samma utseende som gangesdelfinen. Små avvikelser finns endast i stjärtfenans konstruktion. Kroppsfärgen är likaså brun till grå med en något ljusare undersida. Platanista minor har även en långsträckt nos med många tänder och en ryggfena som är utformad som en puckel. Buk- och stjärtfenor är däremot väl utvecklade och stora.

## Utbredning och habitat
Denna val förekommer i floden Indus och dess bifloder i Pakistan och västra Indien. Beståndet är uppdelat i minst tre populationer på grund av dambyggnader och andra hinder som skapades av människor. Djuret vistas vanligen i flodernas djupaste delar. Ibland uppsöker den grundare avsnitt genom att simma på sidan. Vattnets temperatur varierar mellan 8 och 33 °C.

## Ekologi
Individerna lever allmänt ensam eller i mindre flockar med två eller tre medlemmar. Sällan bildas större flockar med upp till 30 individer. Valen navigerar främst med ekolokalisering och synen är nästan obefintlig. Födan utgörs av fiskar, bläckfiskar, kräftdjur och andra vattenlevande ryggradslösa djur. Exemplar som hölls i fångenskap åt ungefär 1 kg föda per dag.
Hos Platanista minor förekommer inga fasta parningstider. Dräktigheten varar 8 till 11 månader och sedan föds en enda unge som är cirka en meter lång. Ungen diar sin mor ungefär ett år. Efter cirka 10 år blir ungen könsmogen.

## Status
Det största hotet för valen är konstruktionen av flera dammbyggnader. Den påverkas även av vattenbrist när vattnet används för jordbruket. Fram till 1970-talet drabbades Platanista minor även av valfångst. Denna jakt är nu lagligt förbjuden men viss tjuvjakt förekommer. Liksom hos andra valar dör individer när de hamnar i fiskenät eller när de blir påkörda av fartyg. Ett avsnitt av floden Indus är utnämnd som skyddszon. IUCN listar Platanista gangetica ssp. minor som starkt hotad (endangered).